# Tamara Dobson
Tamara Dobson, född 14 maj 1947 i Baltimore, Maryland, död 2 oktober 2006 i Baltimore, Maryland, var en amerikansk skådespelerska.
Dobson började som fotomodell i modetidningen Vogue. År 1973 spelade hon den sexiga, kaxiga och tuffa kvinnliga polisen Cleopatra Jones i blaxploitationfilmen med samma namn.